# یواس‌اس سیگل (ای‌ام-۳۰)
یواس‌اس سیگل (ای‌ام-۳۰) (به انگلیسی: USS Seagull (AM-30)) یک کشتی بود که طول آن ۱۸۷ فوت ۱۰ اینچ (۵۷٫۲۵ متر) بود. این کشتی در سال ۱۹۱۸ ساخته شد.